# Distrito electoral de Roubadeau (condado de Scotts Bluff, Nebraska)
Roubadeau (en inglés: Roubadeau Precinct) es un distrito electoral ubicado en el condado de Scotts Bluff en el estado estadounidense de Nebraska. En el Censo de 2010 tenía una población de 140 habitantes y una densidad poblacional de 0,83 personas por km².

## Geografía
Roubadeau se encuentra ubicado en las coordenadas 41°44′59″N 103°47′41″O / 41.74972, -103.79472. Según la Oficina del Censo de los Estados Unidos, Roubadeau tiene una superficie total de 168.92 km², de la cual 168.71 km² corresponden a tierra firme y (0.13%) 0.21 km² es agua.

## Demografía
Según el censo de 2010, había 140 personas residiendo en Roubadeau. La densidad de población era de 0,83 hab./km². De los 140 habitantes, Roubadeau estaba compuesto por el 93.57% blancos, el 2.14% eran afroamericanos, el 0.71% eran amerindios, el 0% eran asiáticos, el 0% eran isleños del Pacífico, el 0% eran de otras razas y el 3.57% pertenecían a dos o más razas. Del total de la población el 0.71% eran hispanos o latinos de cualquier raza.